# Нора Салинас
Нора Салинас (на испански: Nora Salinas) е мексиканска актриса.

## Биография
Нора Салинас е родена в Монтерей, в семейството на Нора Салинас де Леон и Родолфо Калера Ансалдуа, но детството си прекарва в Рейноса, град, граничещ със Съединените щати, в щата Тамаулипас. Актрисата има двама братя, Родолфо и Хосе Луис, и три сестри, Наталия, Хисела и Карла.
През 1993 г. Нора представя Рейноса в конкурса за красота „Мис Тамаулипас“ и го печели. Малко след това, заминава за град Мексико, за да участва в телевизионния конкурс „La Chica“. По време на конкурса се запознава с Еухенио Кобо, директор на Центъра за артистично образование към Телевиса, в който център Салинас завършва специалност актьорско майсторство.
Първата си роля Нора Салинас получава в теленовелата Agujetas de color de rosa, продуцирана от Луис де Яно Маседо през 1994 г.

## Филмография

### Теленовели
- Мексиканката и блондинът (2020) – Елена Пенялоса де Ередия
- Дъщери на Луната (2018) – Есмералда
- Обичаният (2017) – Дулсина Самперио
- Любовни капани (2015) – Естефани Годинес дел Реал
- Необичана (2014) – Хулиана Салмерон де Паласиос
- Бурята (2013) – Ребека Реверте
- Убежище за любовта (2012) – Аурора Таланкон
- Atrévete a soñar (2009) – Себе си
- Огън в кръвта (2008) – Сара Елисондо Асеведо
- Любов без грим (2007) – Адриана
- Дестилирана любов (2007) – Карен
- Най-красивата грозница (2006 – 2007) – Каролина Анхелес
- Мечти и бонбони (2005) – Лупита
- Amy, la niña de la mochila azul (2004) – Емилия Алварес де ла Вега
- Коледа без край (2001 – 2002) – Алехандра
- Мария Белен (2001) – Ана дел Рио Диас
- Ангелско личице (2000 – 2001) – Естефания Лариос де Гамбоа
- DKDA Sueños de juventud (1999 – 2000) – Летисия дел Росал
- Росалинда (1999) – Федра Перес Ромеро
- Есмералда (1997) – Грасиела Пеняреал Линарес
- Confidente de secundaria (1996) – Bianca Bermúdez
- Розови връзки за обувки (1994 – 1995) – Джесика

### Сериали
- Nueva vida (2013) – Клара
- Historias delirantes (2011) – Сусана
- Como dice el dicho (2011)
  - Quien mucho amenaza (2011) – Елена
- Tiempo final (2009) – Кристина Сармиенто
- La hora pico (2003)

### Кино
- Cicatrices (2005) – Клара Дуран Уерта

### Театър
- A la orilla del río (2014 – 2015)

## Награди и номинации
Награди TVyNovelas
| Година | Категория                            | Теленовела               | Резултат   |
| ------ | ------------------------------------ | ------------------------ | ---------- |
| 2007   | Най-добра актриса в поддържаща роля  | La fea más bella         | Номинирана |
| 2000   | Най-добра актриса в отрицателна роля | Росалинда                | Номинирана |
| 1998   | Най-добра актриса в поддържаща роля  | Есмералда                | Печели     |
| 1997   | Най-добро женско откритие            | Confidente de secundaria | Номинирана |

Награди Diosa de Plata
| Година | Категория                 | Филм       | Резултат |
| ------ | ------------------------- | ---------- | -------- |
| 2006   | Най-добро женско откритие | Cicatrices | Печели   |